# Scream Aim Fire (песня)
Scream Aim Fire — первый сингл со второго альбома Scream Aim Fire британской метал-группы Bullet for My Valentine. Песня стала доступна на iTunes 18 декабря 2007 года. Песня присутствует в игре Guitar Hero World Tour. Песня является самой успешной у группы в чартах по всему миру. Она также доступна в качестве загружаемого контента в игре Rock Band 3. На четвёртом альбоме группы Temper Temper, в качестве бонус-трэка доступна лайв-версия песни, записанная на BBC Radio 1.

## Видеоклип
В видеоклипе показывается выступление группы в большом складе. Позади играющей песню группы стоят два огромных экрана, на которых показываются кадры войны. Так же, во время сингалонга к словам „over the top“, на экранах появляются эти слова. На концертах группы, вокалист Мэтью Так говорит, что лирика к песне про то, что бы "идти на войну". Клипмэйкером видео стал Тони Петросян. Клип имеет более 23 млн. просмотров
.

## Выпуск песни
| Страна               | Дата релиза     |
| -------------------- | --------------- |
| United States iTunes | 18 декабря 2007 |
| Весь мир             | 21 января 2008  |

## Чарты
| Чарт                        | Наивысшая позиция |
| --------------------------- | ----------------- |
| UK Singles Chart            | 34                |
| German Singles Chart        | 58                |
| U.S. Mainstream Rock Tracks | 16                |
| U.S. Modern Rock Tracks     | 26                |
| Swedish Singles Top 60      | 49                |

## Список композиций
CD Single
1. "Scream Aim Fire" - 4:26

CD & UK Digital edition
1. "Scream Aim Fire" – 4:26
2. "Forever and Always" (acoustic) – 4:19

Red cover vinyl
1. "Scream Aim Fire" – 4:26
2. "Creeping Death" (Metallica cover) – 6:40

White cover vinyl
1. "Scream Aim Fire" – 4:26
2. "Crazy Train" (Ozzy Osbourne cover) – 4:51

## Персонал
- Мэтью Так — вокал, ритм-гитара
- Майкл Пэджет — соло-гитара, бэк-вокал
- Джэйсон Джеймс — бас-гитара, бэк-вокал
- Майкл Томас — барабаны